# Thinsulate
Thinsulate ist eine Handelsmarke der 3M Corporation für einen wärmedämmenden Vliesstoff aus Chemiefasern, der hauptsächlich als Einlage für Kleidung, z. B. Handschuhe oder Winterjacken, eingesetzt wird. Das Wort ist ein zusammengesetzter Begriff aus (englisch) thin & insulate (deutsch: dünn & dämmen). Das Material wurde erstmals 1979 auf den Markt gebracht.

## Eigenschaften
Thinsulate-Fasern haben etwa 15 Mikrometer (Mikron) Durchmesser, sind damit feiner als gewöhnliche Polyester-Fasern und sollen deshalb mit größerer Dichte verarbeitet werden können. Wie bei allen Dämmstoffen verringert der Raum zwischen den Fasern den Wärme(ab)fluss, so dass in angenehmem Maße Wärme zurückbehalten wird, während Feuchtigkeit, wie zum Beispiel Schweiß, entweichen kann.
Der Hersteller gibt an, dass – bei gleicher Stoffdicke – Thinsulate ein- bis zweimal so gut dämme wie Gänsedaunen, während es viel weniger Wasser aufnehme und außerdem elastisch sei.
Thinsulate-Vliesstoffe werden aus verschiedenen Polymer-Mischungen erzeugt. Meist handelt es sich vorwiegend um Polyethylenterephthalat (PET) oder eine Mischung davon mit Polypropylen (PP). Andere Sorten enthalten bisweilen auch Polyethylenterephthalat-Polyethylenisophthalat-Copolymer und Modacrylfasern.